# Pedicularis ikomai
Pedicularis ikomai är en snyltrotsväxtart som beskrevs av Shun-ichi Syun'iti Sasaki. Pedicularis ikomai ingår i släktet spiror, och familjen snyltrotsväxter. Inga underarter finns listade i Catalogue of Life.